# Districtul Weiz
 Districtul Weiz  are în anul 2023 o populație de 92.373 loc., ocupă suprafața de 1.098 km², fiind situat în  estul  landului Steiermark din Austria. Districtul Weiz se învecinează cu districtele  Graz-Umgebung, Bruck-Mürzzuschlag, Hartberg-Fürstenfeld, Neunkirchen.

## Localitățile districtului

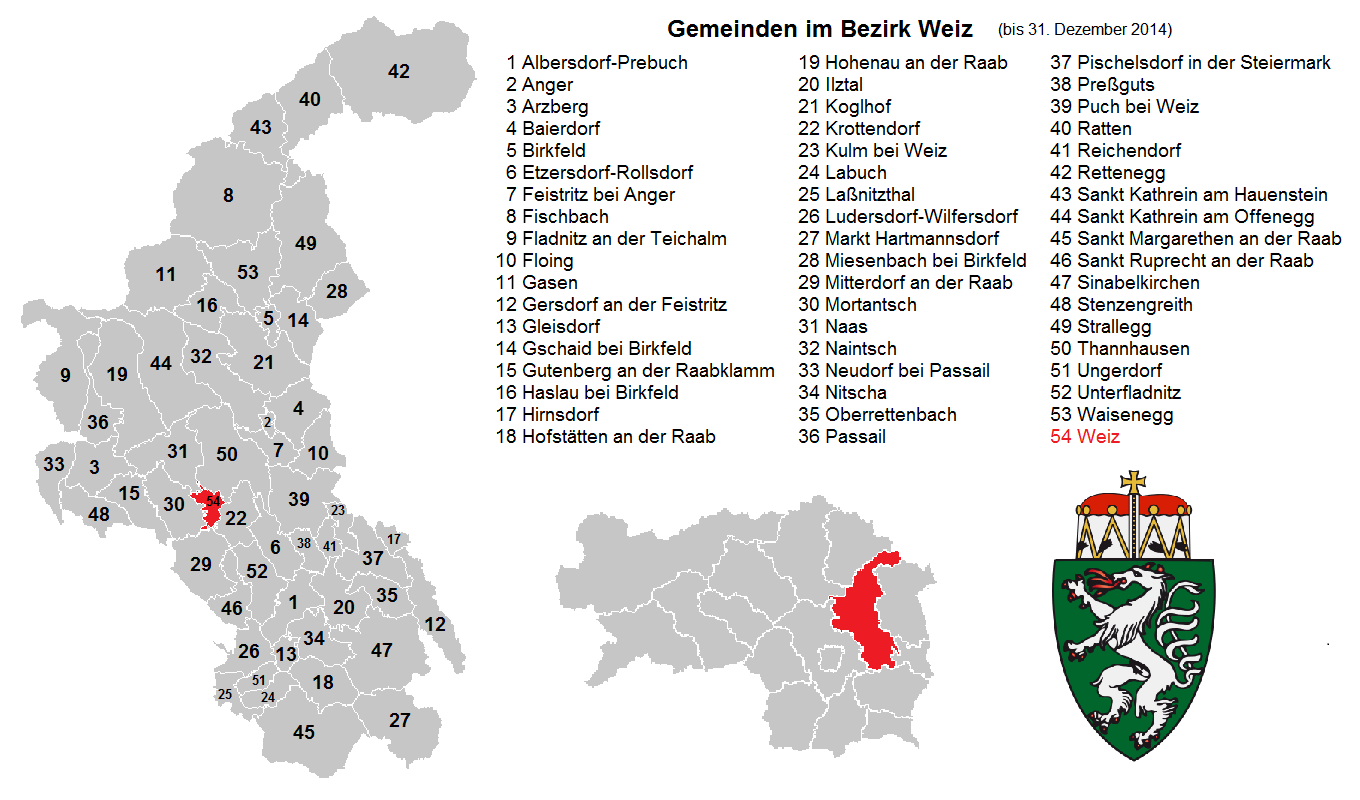
Gemeinden im Bezirk Weiz (—2014)

Districtul cuprinde 31 comune, două orașe și șapte târguri, nr. de locuitori apare în parateză
Orașe
1. Gleisdorf (10.777)
2. Weiz (11.701)

Târguri
1. Anger (4048)
2. Birkfeld (4969)
3. Markt Hartmannsdorf (2945)
4. Passail (4411)
5. Pischelsdorf am Kulm (3689)
6. Sankt Margarethen an der Raab (4100)
7. Sankt Ruprecht an der Raab (5323)
8. Sinabelkirchen (4263)

Comune
1. Albersdorf-Prebuch (2160)
2. Fischbach (1526)
3. Fladnitz an der Teichalm (1796)
4. Floing (1204)
5. Gasen (899)
6. Gersdorf an der Feistritz (1700)
7. Gutenberg (1610)
8. Hofstätten an der Raab (2315)
9. Ilztal (2153)
10. Ludersdorf-Wilfersdorf (2456)
11. Miesenbach bei Birkfeld (689)
12. Mitterdorf an der Raab (2100)
13. Mortantsch (2162)
14. Naas (1371)
15. Puch bei Weiz (2066)
16. Ratten (1123)
17. Rettenegg (722)
18. St. Kathrein am Hauenstein (634)
19. Sankt Kathrein am Offenegg (1078)
20. Strallegg (1914)
21. Thannhausen (2439)